# Синдром Меккеля — Грубера
Синдро́м Ме́ккеля — Гру́бера (англ. Meckel–Gruber syndrome) — генетическая патология человека, относящаяся к группе цилиопатий. Впервые описан немецким врачом Иоганном Меккелем в 1822 году.

## Клинические симптомы

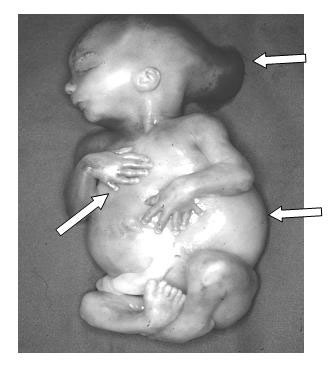
Клинические симптомы синдрома Меккеля — Грубера — затылочное энцефалоцеле, поликистоз почек, полидактилия

Синдром Меккеля — Грубера принадлежит к финской популяции, то есть почти исключительно наблюдается на территории Финляндии. Частота проявления у финских новорождённых составляет 1:9000. Для клинического диагностирования синдрома необходимо наличие четырёх первичных симптомов — поликистоз почек, аномалии развития центральной нервной системы (затылочное энцефалоцеле), фиброзные изменения печени и полидактилия.

## Молекулярно-генетические механизмы
Синдром Меккеля — Грубера является генетически гетерогенным, аутосомно-рецессивным заболеванием. На сегодня известно 10 генов, мутации которых могут приводить к развитию синдрома.
| Фенотип                      | Ген      | Хромосомный локус |
| ---------------------------- | -------- | ----------------- |
| Синдром Меккеля — Грубера 1  | MKS1     | 17q22             |
| Синдром Меккеля — Грубера 2  | TMEM216  | 11q13             |
| Синдром Меккеля — Грубера 3  | TMEM67   | 8q                |
| Синдром Меккеля — Грубера 4  | CEP290   | 12q               |
| Синдром Меккеля — Грубера 5  | RPGRIP1L | 16q12.2           |
| Синдром Меккеля — Грубера 6  | CC2D2A   | 4p15              |
| Синдром Меккеля — Грубера 7  | NPHP3    | 3q22              |
| Синдром Меккеля — Грубера 8  | TCTN2    | 12q24.31          |
| Синдром Меккеля — Грубера 9  | B9D1     | 17p11.2           |
| Синдром Меккеля — Грубера 10 | B9D2     | 19q13             |

Согласно последним исследованиям, MKS-протеины необходимы для функционирования т. н. «транзитной зоны», Y-образной структуры у основания цилии (базального тельца), соединяющей микротрубочки аксонемы с окружающей их клеточной мембраной. Протеины MKS-модуля формируют транзитную зону параллельно с ИФТ-зависимым формированием аксонемы, т. о. предотвращая попадание не цилийных протеинов внутрь цилии. Иными словами, MKS-протеины играют роль внутрицилийного фильтра.

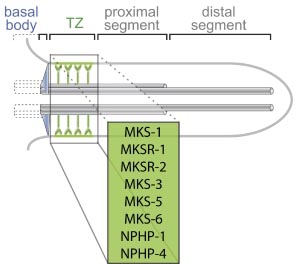
MKS-протеины необходимы для функционирования т. н. «транзитной зоны» цилии (TZ), выполняя роль внутрицилийного фильтра
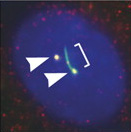
Локализация MKS1-протеина в центриолях / базальном тельце цилии. Картинка получена методом иммунофлуоресцентного анализа